# Симфония № 7 (Гайдн)
Симфония № 7 до мажор, известная как «Полдень» — симфония австрийского композитора Йозефа Гайдна, написанная, вероятно, в 1761 году после поступления композитора на службу к князю Эстерхази.
Название симфонии не оригинально и связано с восприятием её как части трилогии наряду с симфониями № 6 и № 8 («Утро» и «Вечер» соответственно) ввиду их значительного стилистического сходства (обилие сольных партий инструментов оркестра).
Состав оркестра: два гобоя, фагот, две валторны, струнные (1-е и 2-е скрипки, альты, виолончели и контрабасы).

## Структура
1. Adagio — Allegro
2. Recitativo: Adagio
3. Minuetto e Trio
4. Finale: Allegro